# 大谷博国
大谷 博国（おおたに ひろくに、1953年（昭和28年）3月15日 - ）は、広島県出身の日本の実業家、経営者、にしき堂代表取締役社長である。にしき堂創業者の大谷照三は実父にあたる。

## 経歴
- 1953年3月 - 広島県生まれ
- 1972年3月 - 崇徳高等学校卒業
- 1976年3月 - 東海大学理学部卒業
- 1978年4月 - 家業を継ぐため、株式会社にしき堂入社
- 2001年8月 - 株式会社にしき堂代表取締役社長に就任（現任）
- 2003年
  - 5月 - 広島県菓子工業組合理事に就任
  - 広島県菓子協同組合連合会理事に就任
  - 広島市菓子協同組合副理事長に就任
- 2011年
  - 7月 - 広島市菓子協同組合理事長に就任
  - 9月 - 広島県菓子工業組合副理事長に就任
  - 広島県菓子協同組合連合会副理事長に就任
  - 11月 - 広島市食品衛生協会会長に就任（現任）
- 2012年
  - 3月 - 広島県観光土産品協議会会長に就任（現任）
  - 6月 - 中国北京市・首都師範大学から名誉教授の称号を贈られる
- 2013年
  - 5月 - 広島県菓子工業組合理事長に就任（現任）
  - 広島県菓子協同組合連合会理事長に就任（現任）
  - 6月 - 広島県中小企業団体中央会副会長に就任（現任）
- 2015年5月 - 広島市菓子協同組合理事相談役（現任）
- 2016年7月 - 株式会社にしき堂が広島大学（越智光夫学長）と産学連携を目的とした「包括的研究協力に関する協定書」に調印する

## 人物
- 首都師範大学のキャンパス内にある広島大学北京研究センター顧問を務め、同センターで行われるスピーチコンテストの後援や日本への留学生への支援を行っており、2012年6月に首都師範大学より名誉教授の称号が贈られることとなった。
- 2012年10月7日に放送されたテレビ朝日系番組シルシルミシルさんデーで特集された際には、大谷は「もみじ饅頭王」として紹介され、「もみじ饅頭王」（大谷）にとってもみじ饅頭とは何かとの質問に「もみじ饅頭は兄弟」と答えている。
- 2009年に売り出した新商品「生もみじ」は現在[いつ?]一番のヒット商品となっている。